# Meristacarus striatus
Meristacarus striatus är en kvalsterart som först beskrevs av Hammer 1979.  Meristacarus striatus ingår i släktet Meristacarus och familjen Lohmanniidae. Inga underarter finns listade i Catalogue of Life.